# Craspediopsis sinuosaria
Craspediopsis sinuosaria är en fjärilsart som beskrevs av John Henry Leech 1897. Craspediopsis sinuosaria ingår i släktet Craspediopsis och familjen mätare. Inga underarter finns listade i Catalogue of Life.